# Gran Logia Universal Mixta de Habla Hispana New Jersey
La Gran Logia Universal Mixta de Habla Hispana de New Jersey es una unión de logias masónicas de habla hispana, que tiene sede en New Jersey, NJ. US. Creada en el año 2012.
La Gran Logia está conformada libremente por logias masónicas de distintas partes del mundo, que se adhieren en forma personal. Además de los iniciados en Masonería, pueden participar todas las personas interesadas en la temática, luego de integrarse como adherentes.

## Masonería Internacional Asociada
Quienes participan de los trabajos en logia, son exclusivamente Masones que han sido iniciados en sus respectivos ritos,  con el método de iniciación tradicional y presencial sin importar su grado. Si bien pueden participar masones de ambos sexos, y son admitidos todos los ritos tradicionales que estén debidamente reconocidos.
Todas las Logias Masónicas que se adhieran a la Gran Logia Universal de Habla-Hispana de New Jersey, tienen que cumplir sus propias Constituciones y Reglamentos, aunque también deben adherir a los Reglamentos y Constituciones de la Gran Logia Universal Mixta de Habla-Hispana de New Jersey. Esta Gran Logia permite llegar a confraternizar a masones de distintas partes del mundo, logrando así una Gran Fraternidad de Hermanos Masones.

## Historia
Si bien, como grupo humano la Gran Logia Universal Mixta de Habla-Hispana de New Jersey trabajaba desde principios del año 2012 —aunque sus fundadores fueron pertenecientes a otras Grandes Logias—, la Gran Logia Universal fue creada en año 2012. La sede física, histórica y territorial de la Gran Logia Universal Mixta se encuentra en Franklin Lakes, New Jersey aunque no limita su territorialidad solo en los Estados Unidos.

## Grupos de trabajo
La Gran Logia trabaja en los grados masónicos de Aprendiz, Compañero y Maestro.
En esta Gran Logia de Masonería, existen catorce logias y grupos de trabajo, con participantes de distintas partes del mundo de habla hispana.
Los grupos son:
- Respetable Logia Simbólica (Leonardo Da' Vinci No.2)
- Respetable Logia Simbólica (Renacimiento No.4)
- Respetable Logia Simbólica (Luz de David No.1)
- Gran Logia Constitucional de Perú
- Gran Logia Universal de Veracruz, México
- Respetable Logia Simbólica (St. John No.2 del Valle de New York)
- Gran Logia Unida de Ecuador
- Orden Masónica Mundial Mixta de Chile
- Gran Logia Mixta del Perú
- Supremo Consejo 33 REAA Universal Mixto de NJ, USA
- Supremo Conselho Misto Do Rito Escocés Antiguo y Aceito No Brasil
- Federaçao da Naçonaria Universal Real Brasil
- Omega G.'.L.'. Staten Island, New York, USA New York
- Confederación de Grandes Log. Mas.'.Mixtas de México M.'W.'.
- Federación Colombiana de Logias Masónicas, Colombia
- Gran Logia Mixta de Puerto Rico
- Supremo Consejo Grado 33 Jurisdicción de Lengua Española para los EE. UU. de América